# Pine Hill (Nova Jérsei)
Pine Hill é um distrito localizado no estado americano de Nova Jérsei, no Condado de Camden.

## Demografia
Segundo o censo americano de 2000, a sua população era de 10.880 habitantes.
Em 2006, foi estimada uma população de 11.275, um aumento de 395 (3.6%).

## Geografia
De acordo com o United States Census Bureau tem uma área de
10,3 km², dos quais 10,2 km² cobertos por terra e 0,1 km² cobertos por água.

## Localidades na vizinhança
O diagrama seguinte representa as localidades num raio de 8 km ao redor de Pine Hill.